# Yuval Levin
Yuval Levin, né le 6 avril 1977 à Haïfa en Israël, est un politologue conservateur, universitaire, ainsi que journaliste américain. Il est l'éditeur fondateur du National Affairs, le directeur des Études sociales, culturelles et constitutionnelles à l'American Enterprise Institute, ainsi qu'éditeur collaborateur du National Review et cofondateur ainsi que rédacteur en chef du New Atlantis.
Levin fût vice-président du Centre d'éthique et de politiques publiques de 2007 à 2019, directeur exécutif du Conseil présidentiel sur la bioéthique de 2001 à 2004, Assistant Personnel du Président pour Politique Intérieure de 2004 à 2007, ainsi qu'éditeur collaborateur au Weekly Standard de 1995 à 2018. Auparavant, il fut membre du personnel du Congrès.
Les essais ainsi que les articles de Levin furent publiés au sein du New York Times, du Washington Post, du Wall Street Journal, et du Commentary. Il est l'auteur de cinq ouvrages concernant la politique publique et la philosophie politique, dont The Fractured Republic et A Time to Build.

## Enfance et études
Yuval Levin naît le 6 avril 1977 à Haïfa en Israël et déménage aux États-Unis avec sa famille à l'âge de huit ans. Il se rend au Lycée Hillsborough, au sein du canton de Hillsborough, dans le New Jersey, devenant membre fondateur de son club de débat, et fût diplômé en 1995. Il obtient son Bachelor of Arts en science politique en 1999 de l'American University, puis son Master of Arts, ainsi que son doctorat du Comité John U. Nef sur la pensée sociale à l'Université de Chicago.

## Carrière
Les écrits de Levin se rapportent à la philosophie politique, la science, la technologie, ainsi que la politique publique. Concernant le lien entre la philosophie politique et la politique publique, Levin fit remarquer : 
For me, these things are very deeply connected. I think politics really is rooted in political philosophy, is much better understood when it's understood in light of political philosophy. And that a lot of the policy debates we have make much more sense if you see that people are arguing about two ways of understanding what the human person is, what human society is, and especially what the liberal society is. The left and right in our country are both liberal, they both believe in the free society, but they mean something very different by that. (« Selon moi, ces choses sont vraiment connectées. Je pense que la politique prend racine au sein de la philosophie politique, est beaucoup mieux compris quand il est compris dans la lumière de la philosophie politique. Et que beaucoup de nos débats politiques ont beaucoup plus de sens si tu vois que les personnes argumentent à propos de deux manières de comprendre ce qu'est la personne humaine, ce qu'est la société humaine, et plus particulièrement ce qu'est la société libérale. La gauche et la droite dans notre pays sont tous deux libéraux, ils croient tous deux à la société libre, mais ils signifient quelque chose de vraiment différent par ici. »)
Le conservatisme, Levin avoua : "comprend la société non seulement comme des individus et un gouvernement, mais la considère en termes de tout ce qui arrive entre les deux. Cet espace immense entre l'individu et l'état est là où se situe la société. Et il s'agit de là où se trouvent les familles, là où se trouvent les communautés , là où se trouve l'économie de marché."
En 2014, Levin coédita avec Ramesh Ponnuru, Room to Grow: Conservative Reforms for a Limited Government and a Thriving Middle Class, un manifeste réformateur conservateur et programme politique. L'ouvrage fût largement loué, avec le chroniqueur du New York Times David Brooks le décrivant comme un "manifeste chargé de politiques... qui est le programme politique le plus cohérent et le plus convaincant de la droite américaine ait produit ce siècle."
Ross Douthat appela Levin un chef du mouvement "réformateur conservateur", et Levin fût représenté dans un article faisant la première page du New York Times Magazine en 2014, concernant les intellectuels conservateurs le constituant. Sam Tanenhaus rédigea que Levin fût l'un d'un groupe de jeunes Républicains conservateurs étant "devenus les chefs d'un petit groupe de réformateurs conservateurs, qui croient que la santé du Parti républicain dépend de l'abandon de sa vieille doctrine – la réduction orgiaque des impôts, la réduction des programmes gouvernementaux, le soutien de Wall Street - et l'emploi d'un vocabulaire complétement différent, appuyé par propositions spécifiques, qui reconnectera le parti à la classe moyenne et les électeurs à faible revenu".
Levin a été qualifié de "probablement l'intellectuel conservateur le plus influent de l'ère Obama" par Jonathan Chait du New York Magazine, constatant plus loin qu'il avait récemment été reconnu à ce titre lorsqu'il il décerna le prestigieux prix Bradley de 250 000 $.

## Ouvrages
- (en) Yuval Levin, Tyranny of Reason: The Origins and Consequences of the Social Scientific Outlook [« La tyrannie de la raison : origines et conséquences de la perspective scientifique sociale »], Lanham, University Press of America, 2001 (ISBN 978-0-76181872-4, OCLC 45087346)
- (en) Yuval Levin, Imagining the Future: Science and American Democracy [« Imaginer le futur : la science et la démocratie américaine »], New York, Encounter Books, 2008 (ISBN 978-1-59403330-8, OCLC 503444967)
- (en) Yuval Levin et Meghan Clyne, A Time for Governing: Policy Solutions from the Pages of National Affairs, New York, Encounter Books, 2012 (ISBN 978-1594036576)[11]
- (en) Yuval Levin, The Great Debate: Edmund Burke, Thomas Paine, and the Birth of Right and Left [« Le grand débat : Edmund Burke, Thomas Paine et la naissance de la droite et de la gauche »], New York, Basic Books, 2014 (ISBN 978-0-46505097-0, OCLC 858672374)
- (en) Yuval Levin, The Fractured Republic: Renewing America's Social Contract in the Age of Individualism [« La République fracturée : renouveler le contrat social américain à l'ère de l'individualisme »], New York, Basic Books, 2016 (ISBN 978-0-46506196-9, OCLC 945121355)
- (en) Yuval Levin, A Time to Build: From Family and Community to Congress and the Campus, How Recommitting to Our Institutions Can Revive the American Dream [« Le temps de la construction : de la famille et de la communauté au Congrès et au campus, comment le réengagement envers nos institutions peut relancer le rêve américain »], New York, Basic Books, 2020 (ISBN 978-1-54169927-4, OCLC 1145264914)
- (en) Yuval Levin, American Covenant: How the Constitution Unified Our Nation―and Could Again [« Pacte américain : comment la Constitution a unifié notre nation et pourrait à nouveau le faire »], New York, Basic Books, 2024 (ISBN 978-0-46504074-2, OCLC 1407093946)